# Tisamenus cervicornis
Tisamenus cervicornis (Syn. Hoploclonia cervicornis, sowie Hoploclonia fratercula bzw. Tisamenus fratercula) ist eine auf den philippinischen Inseln Luzon, Samar und Bohol vorkommende Gespenstschrecken-Art aus der Familie der Heteropterygidae.

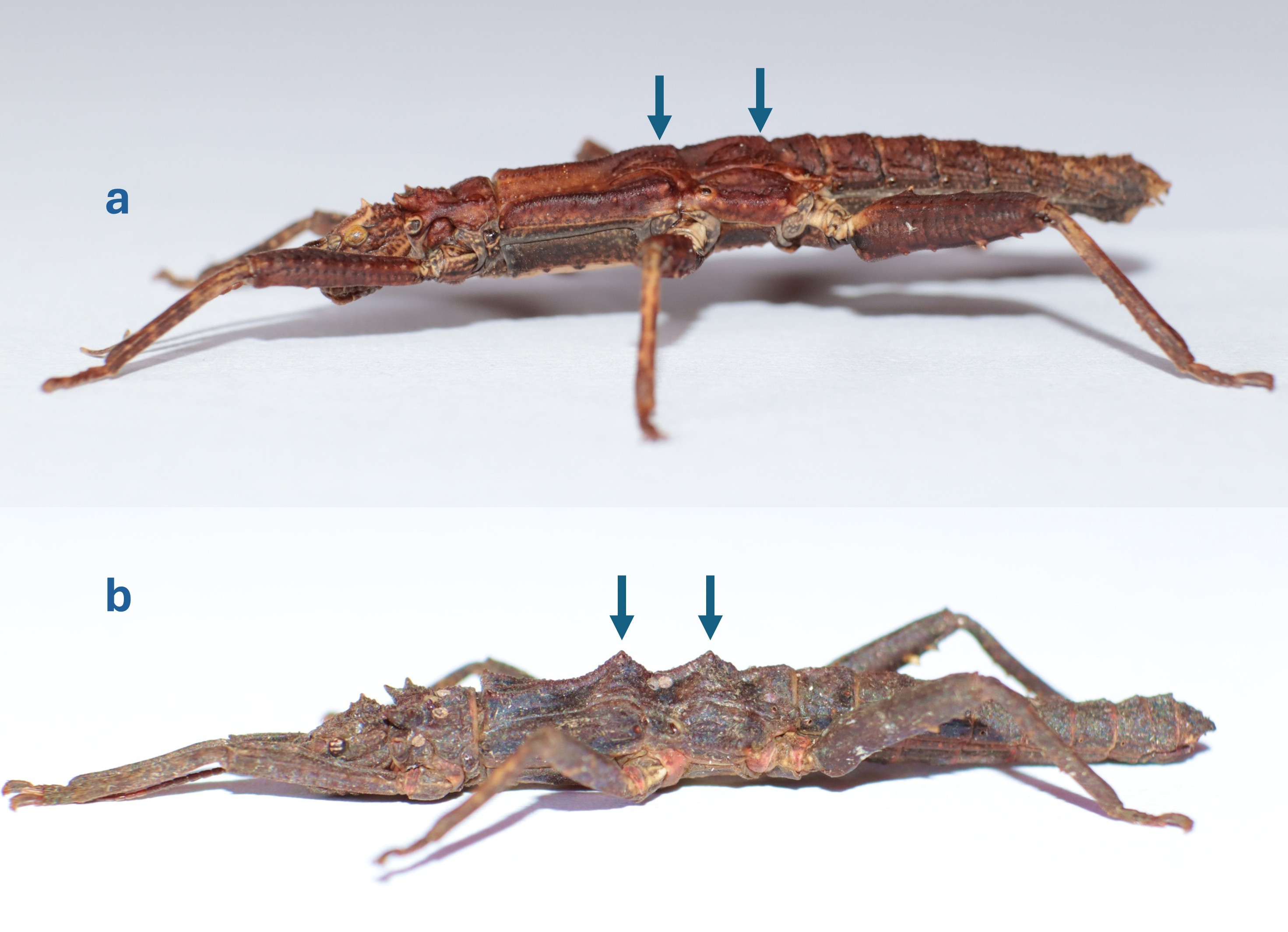
Männchen von a - Tisamenus cervicornis und b - Tisamenus deplanatus

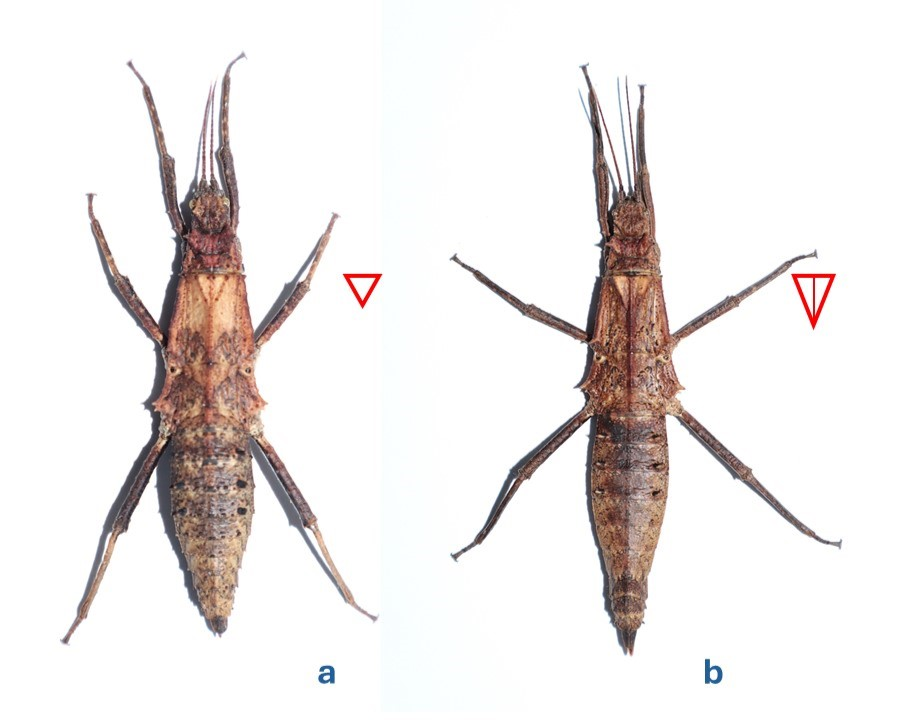
Weibchen von a) Tisamenus cervicornis und b) Tisamenus deplanatus mit Vergleich der Form und Größe der Mesonotaldreiecke

## Merkmale

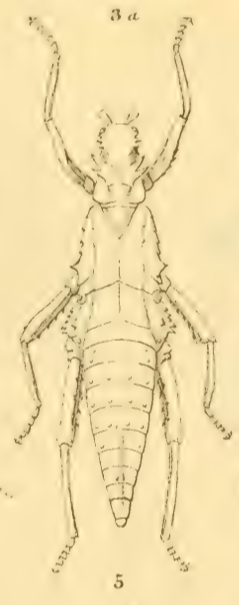
Darstellung des Weibchens aus der Erstbeschreibung von Bolívar

Tisamenus cervicornis ist eine kleine bis mittelgroße Tisamenus-Art. Bei ihr befinden sich auf dem Kopf mehrzähnige postorbitale Kämme. Deren zweiter Zahn ist der größte. Hinter den Kämmen sitzt ein Paar konischer Tuberkel. Durch diese Merkmale unterscheiden sie sich von den ähnlichen Tisamenus armadillo und Tisamenus spadix. Auf dem Pronotum sitzen zwei schräg nach hinten gerichtete, stark zusammengedrückte, deutlich zweizähnige Kämme. Das gattungstypische Dreieck auf dem Mesonotum ist flach konkav wie bei Tisamenus spadix und bei den Männchen länger als breit. Bei diesen erreicht es die Mitte des Mesonotums. Anders als bei Tisamenus tagalog, bei denen es nur unwesentlich länger als breit ist und die Mitte des Mesonotums nicht erreicht. Bei den Weibchen von Tisamenus cervicornis ist das Dreieck insgesamt sehr klein und etwas breiter als lang. Es bildet ein ungefähr gleichseitiges Dreieck und erreicht lediglich ein Drittel der Länge des Mesonotums. Durch dieses Merkmal sind die Weibchen leicht von denen der ähnlichen, nur etwas schlankeren Tisamenus deplanatus zu unterscheiden, bei denen dieses Dreieck länger als breit ist und ein eher gleichschenklig bildet, welches die Mitte des Mesonotums erreicht. Die Mesopleuren sind gezähnt und oberhalb der Mesocoxa mit einem Dorn bewährt. Die erweiterten Metapleuren sind gezähnt, wobei die letzten beiden Zähne die größeren sind. Das zweite Segment des Abdomens trägt oberseits seitlich ein vorderes und ein hinteres Paar Tuberkel. Auf den Segmenten drei bis fünf befinden sich je vier Tuberkel im hinteren Bereich, je ein mediales und ein laterales Paar. Auf dem sechsten Segment ist lediglich ein mediales Tuberkelpaar zu erkennen. Von der auf Negros vorkommenden, etwas kleineren Tisamenus alviolanus unterscheidet sich die Art lediglich durch die deutlicher abgerundeten ventrobasalen Schwellungen an den Hinterschenkeln (Metafemora) und das Verbreitungsgebiet. Die Männchen von Tisamenus cervicornis sind schokoladenbraun und erreichen eine Länge von 34 bis 37 mm. Die Mitte der Hinterränder von Meso- und Metanotum ist bei ihnen allenfalls leicht gerundet, während sie bei den denen der sehr ähnlichen Männchen von Tisamenus deplanatus deutlich gewölbt sind und von der Seite gut erkennbare Erhebungen bilden. Die Weibchen von Tisamenus cervicornis sind meist heller und kontrastreicher gefärbt als die Männchen und werden 47 bis 53 mm lang. Die Bauchseite ist im Bereich des Meso- und Metasternums beige gefärbt.

## Systematik
Ignacio Bolívar y Urrutia beschrieb die Art 1890 anhand eines männlichen und eines weiblichen Tieres unter ihrem heute gültigen Namen und bildet ein Weibchen in der Draufsicht und dessen Ovipositor seitlich im Detail ab. Er nennt als Herkunft der zwei ursprünglich als Syntypen hinterlegten Tiere Camarines Sur, eine Provinz im Süden der Insel Luzon und führt als Sammler Mazarrdo auf. Gemeint ist Carlos Mazarredo, der zwischen 1882 und 1885 auf den Philippinen lebte und auch andere Belegtiere für das Museo Nacional de Ciencias Naturales in Madrid sammelte. Dort sind auch das mittlerweile als Holo- bzw. Lectotypus ausgewählte 48 mm lange, weibliche Tier und der 35 mm lange, männliche Paralecto- bzw. Paratypus von Tisamenus cervicornis hinterlegt. Beide Exemplare sind beschädigt, wobei das Männchen stärker beschädigt ist. Der Artname „cervicornis“ bedeutet „Hirschgeweih“ und bezieht sich auf die nach vorn gerichteten, mehrstachligen Kämme auf dem Pronotum.
James Abram Garfield Rehn und dessen Sohn John W. H. Rehn, denen die von Bolívar beschriebenen Typusexemplare von Tisamenus cervicornis nicht zur Untersuchung vorlagen, synonymisierten 1939 die Gattung Tisamenus mit der Gattung Hoploclonia. Gleichzeitig beschrieben sie neben anderen nun in Hoploclonia geführten Arten Hoploclonia fratercula. Diese Art wurde anhand eines einzigen Männchens beschrieben, welches von W. Boetcher am 10. April 1916 in Butucan in der heutigen Provinz Batangas oder in Tayabas in der Provinz Quezon gesammelt wurde und als Holotypus in der Academy of Natural Sciences in Philadelphia hinterlegt ist. Die Wahl des Artnamens „fratercula“, was dem Lateinischen entlehnt ist und dort „Mönchlein“, „kleiner Mönch“ oder „kleiner Bruder“ bedeutet, wird nicht erklärt. Sie könnte sich auf die angegebene Färbung des Männchens beziehen, die mit "dunkel schokoladenbraun, Bauch heller" angegeben wird und damit an die von Mönchen getragenen Kutten erinnert. Anderseits könnte sie als „kleiner Bruder“ von Hoploclonia tagalog gemeint sein, da Rehn und Rehn, diese Art „nahe verwandt“ nennen und Hoploclonia fratercula lediglich als etwas kürzer bezeichnen. Frank Hennemann synonymisierte 2025 die in der wiederhergestellten Gattung Tisamenus geführte Tisamenus fratercula mit Tisamenus cervicornis und stellte fest, dass auch ein von Rehn und Rehn als Vertreter von Hoploclonia deplanata beschriebenes und abgebildetes Weibchen, welches im National Museum of Natural History in Washington, D.C. hinterlegt ist, ein Vertreter von Tisamenus cervicornis ist.
Rehn und Rehn teilten 1939 die philippinischen Vertreter der Gattung nach morphologischen Aspekten in verschiedene Gruppen ein. In die sogenannte Deplanata-Gruppe stellten sie neben Hoploclonia cervicornis und Hoploclonia fratercula mit Hoploclonia deplanata (heute Tisamenus deplanatus), Hoploclonia armadillo (heute Tisamenus armadillo), Hoploclonia spadix (heute Tisamenus spadix) sowie Hoploclonia tagalog (heute Tisamenus tagalog) relativ unbestachelte Arten, mit flacher Oberseite, die bis auf die Supracoxalstacheln an den Rändern des Thorax keine oder kaum Stacheln, sondern höchstens Zähnchen aufweisen. Eine offizielle Wiederherstellung des ursprünglichen Namens Tisamenus cervicornis erfolgte 2004 durch Oliver Zompro, der alle philippinischen Vertreter, also auch Hoploclonia fratercula der bis dahin in Hoploclonia geführten Arten in die Gattung Tisamenus überstellte bzw. rücküberstellte.

## Verbreitungsgebiet
Das bisher bekannte Verbreitungsgebiet umfasst verschiedene Provinzen im Süden der Insel Luzon und den Norden der Insel Samar. Auf Luzon wurde Tisamenus cervicornis in der Provinz Camarines Sur, dem Typusfundort der Art, in der Region der Pocdolberge in der Provinz Sorsogon, sowie in den Provinzen Albay und Quezon gefunden. Fotos der Art belegen, dass sie auch auf der Insel Bohol vorkommt, wo beide Geschlechter in Bilar fotografiert worden sind. Das von Rehn und Rehn als Hoploclonia deplanata bezeichnete Weibchen, welches seit 2025 Tisamenus cervicornis zugeordnet wird, stammt angeblich aus Surigao von der Insel Mindanao. Zwar könnte damit auch diese Insel zum Verbreitungsgebiet der Art gehören, was aber angezweifelt wird, da es nicht zum bisher bekannten Gesamtverbreitungsgebiet der Gattung passt.

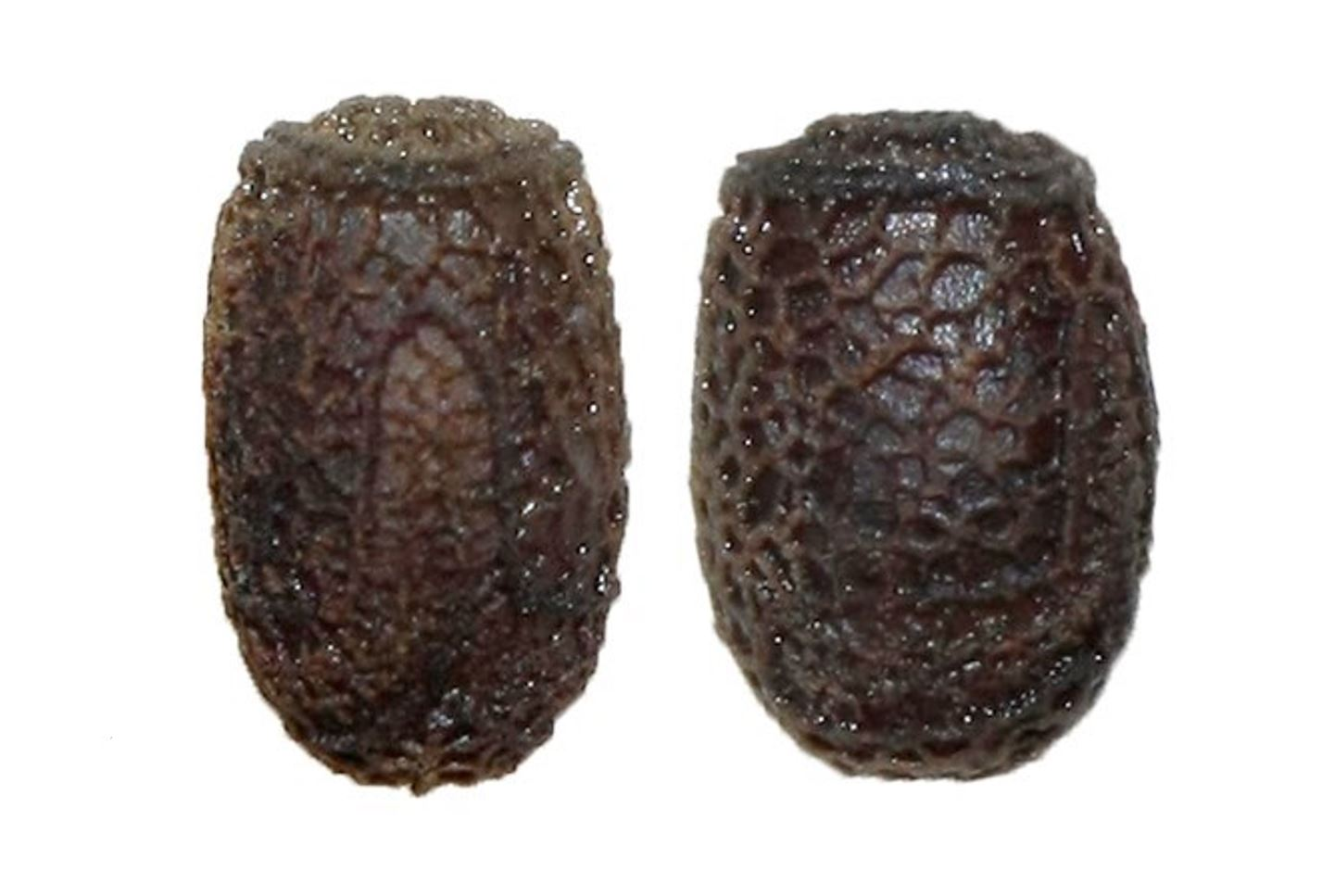
Eier links dorsal, rechts lateral

## Fortpflanzung
Die von den Weibchen mittels Ovipositor abgelegten Eier sind mit Operculum 3,9 mm lang, 2,5 mm breit und 2,8 mm hoch. Die Nymphen beginnen nach etwa vier bis fünf Monaten mit dem Schlupf und sind dann schon 16 mm lang. Die Männchen sind nach etwa fünf, die Weibchen nach sechs bis sieben Monaten adult. Nach weiteren vier bis fünf Wochen beginnen sie mit der Eiablage.

## Terraristik
Thierry Heitzmann sammelte die Art erstmals im Oktober 2010 im Süden Luzons in den Pocdolbergen, wo er sie auf dem Mount Pulog fand Mount Pulog (nicht zu verwechseln mit dem im Norden Luzons gelegenen Mount Pulag). Weitere Tiere konnte er im darauffolgenden Monat auf dem Mount Osiao finden. Nachdem er die Art erfolgreich nachgezogen hatte, verteilte er sie an andere Züchter. In Europa wurde sie 2012 erstmals von Bruno Kneubühler nachgezogen und von ihm, einer ersten Bestimmung folgend, als Tisamenus deplanatus 'Pocdol' bezeichnet und verteilt. Sie bekam unter diesem Namen von der Phasmid Study Group die PSG-Nummer 399. Erst 2025 wurde dieser Zuchtstamm von Hennemann Tisamenus cervicornis zugeordnet. In allen bis dahin auf diesen Zuchtstamm bezogenen Veröffentlichungen wurde die Art als Tisamenus deplanatus angesprochen. Sie beziehen sich aber auf Tisamenus cervicornis ('Pocdol'). Die Art ist sehr unkompliziert zu halten und zu vermehren. Gefressen werden sowohl Blätter von Brombeeren oder anderen Rosengewächsen, als auch von Lorbeerkirsche, Shallon-Scheinbeere (Salal) und Haseln.

## Bilder

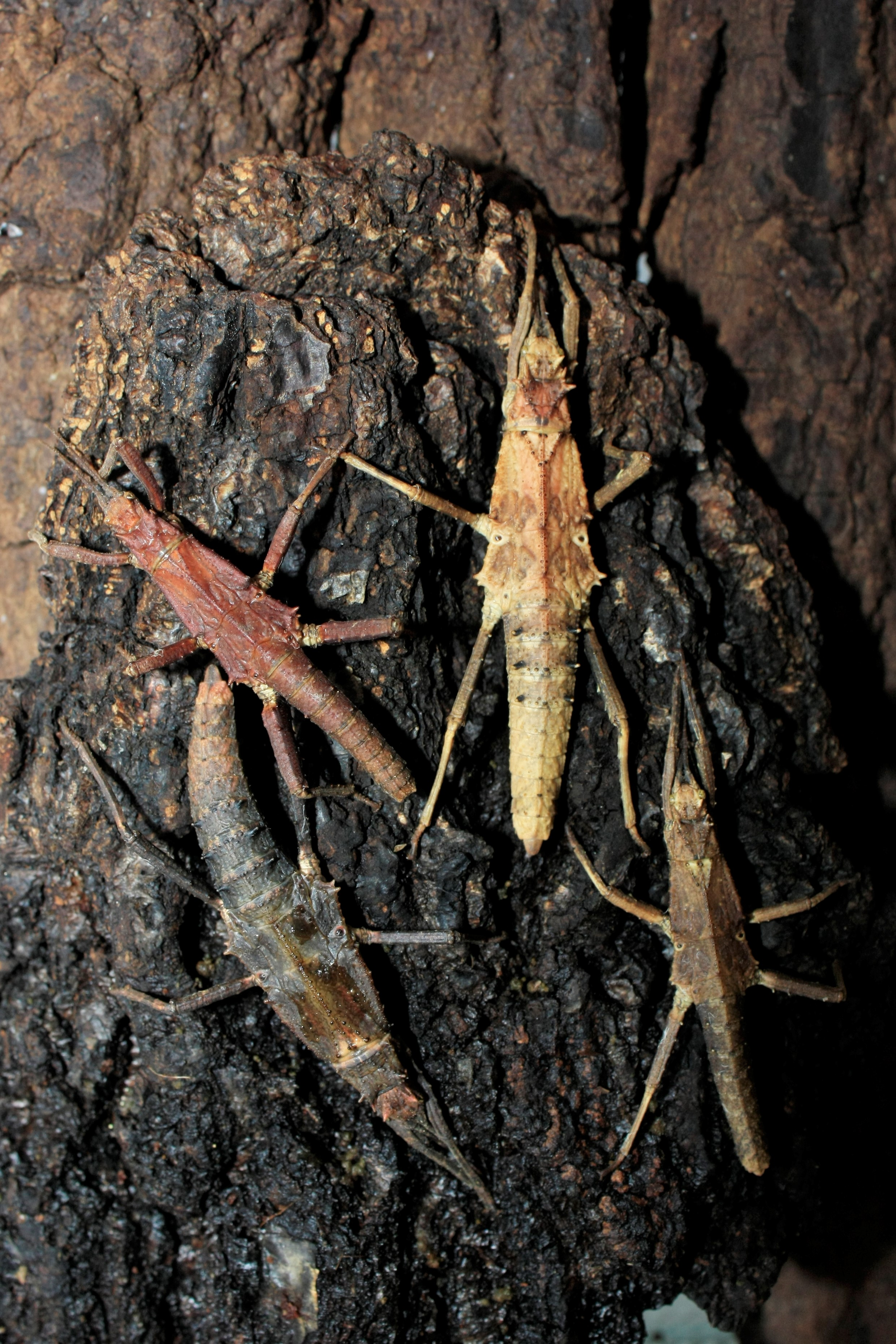
Zwei Männchen und zwei weibliche Nymphen
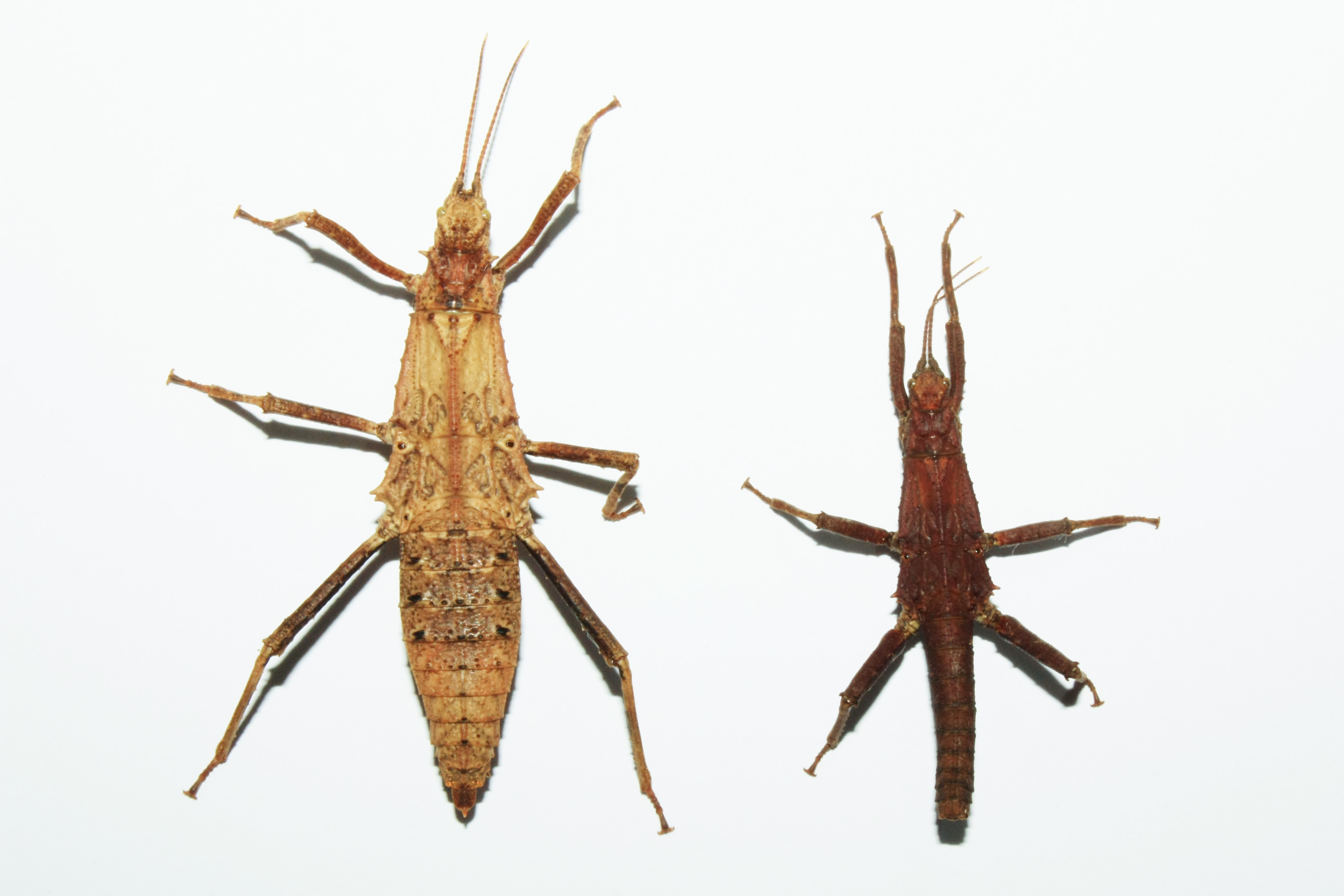
Pärchen von dorsal
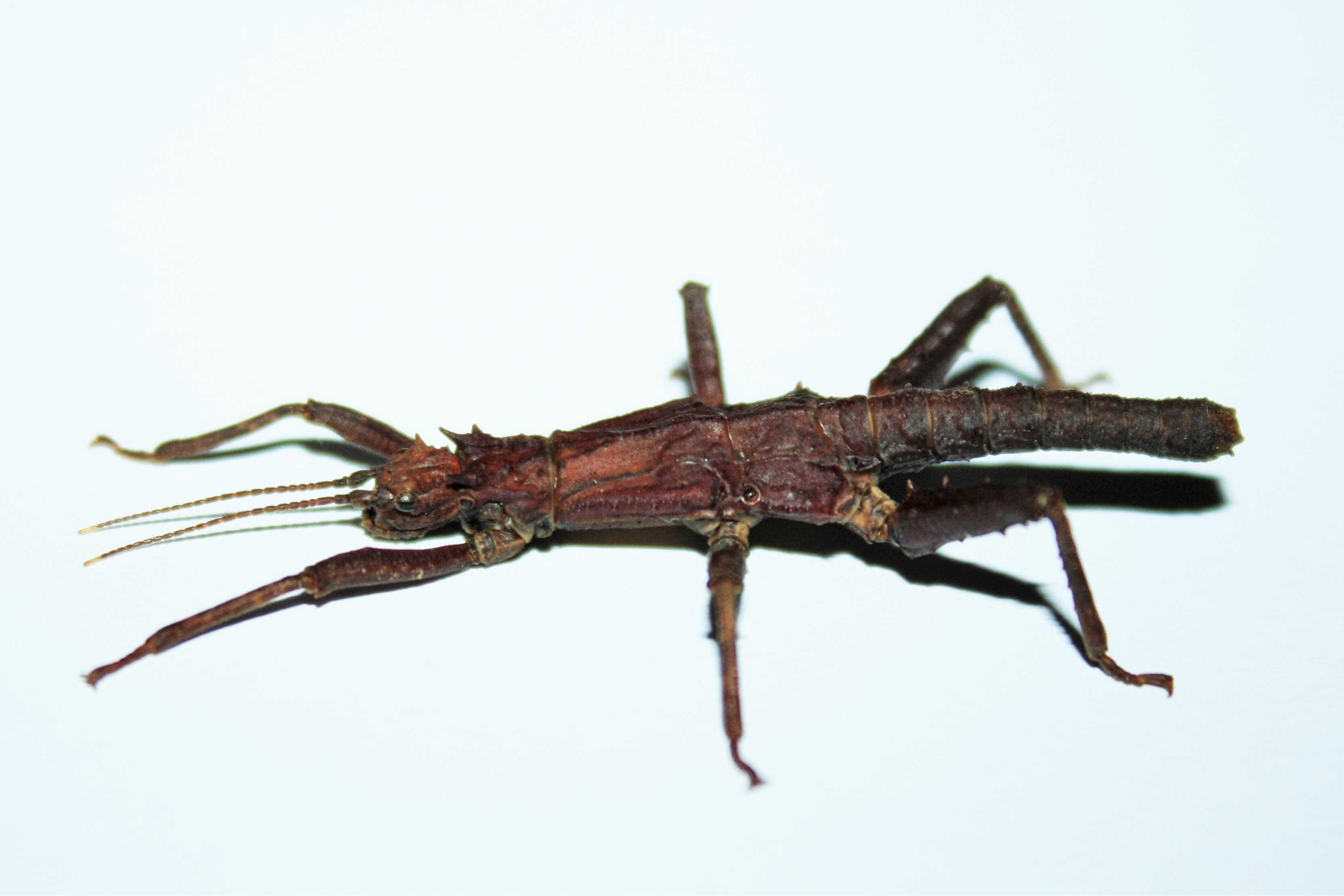
Männchen von der Seite
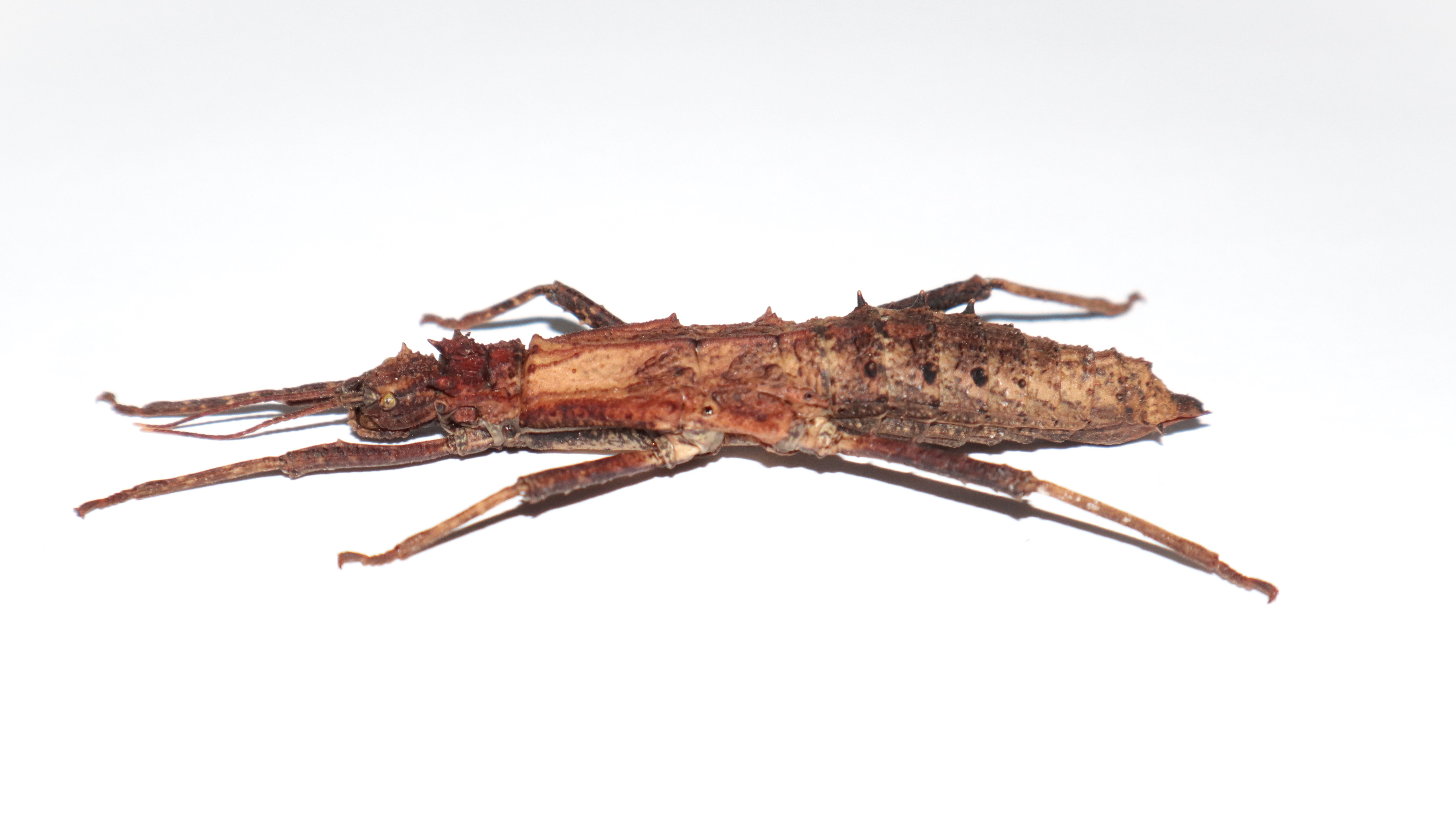
Weibchen von der Seite
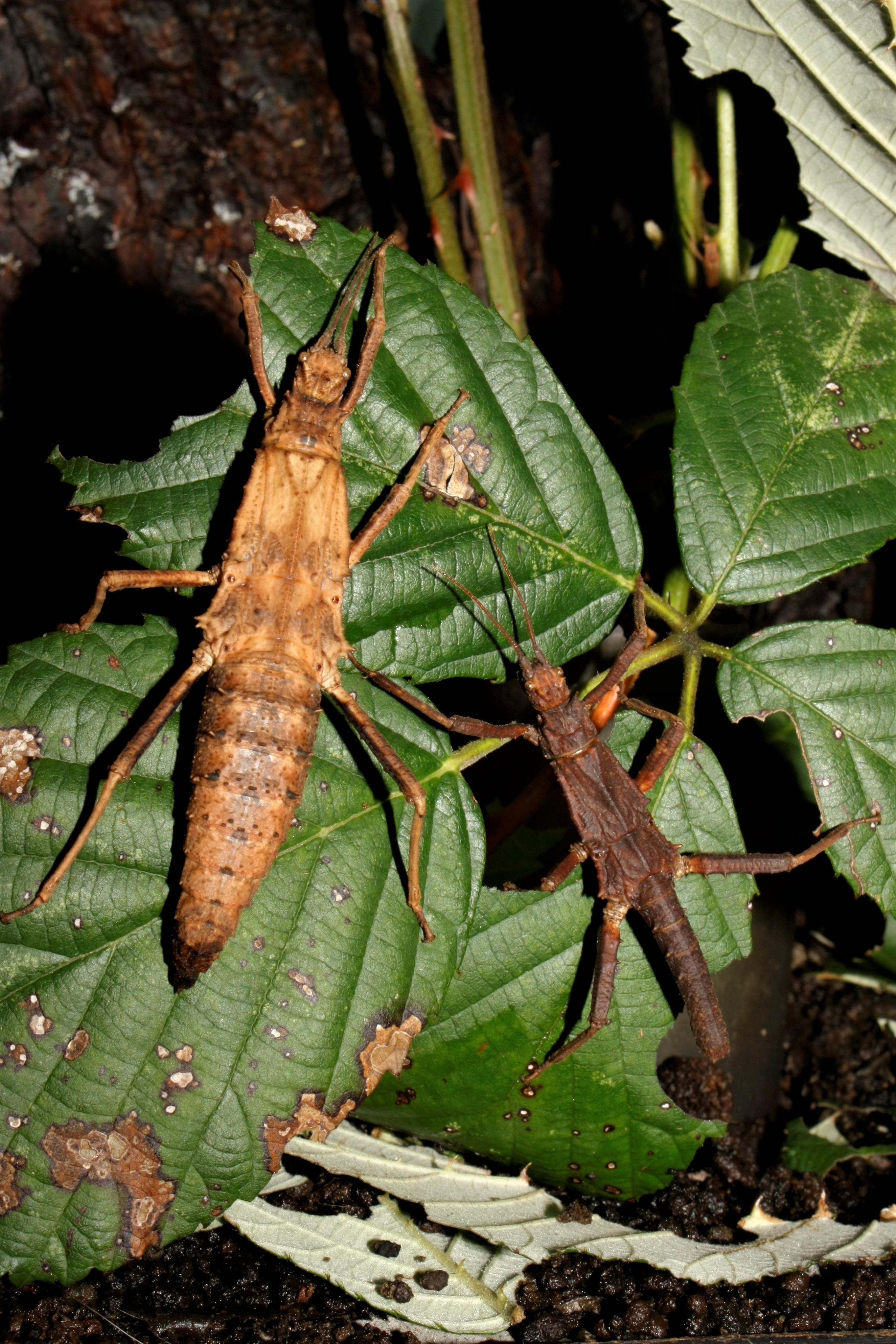
Pärchen